# Moussa Djitté
Moussa Djitté, de son nom complet Moussa Kalilou Djitté, né le 4 octobre 1999 à Diattouma au Sénégal, est un footballeur sénégalais jouant au poste d'avant-centre à Bandırmaspor (en), en prêt de l'Austin FC.

## Biographie

### FC Sion
Passé par l'ASC Niarry Tally au Sénégal, Moussa Djitté rejoint le 21 juin 2018 le club du FC Sion, en Suisse. Il joue son premier match en professionnel et pour son nouveau club le 22 juillet 2018, en étant titularisé lors d'une rencontre de Super League face au FC Lugano. Son équipe s'incline sur le score de deux buts à un ce jour-là. Il inscrit son premier but dès la journée suivante, le 29 juillet, lors d'une victoire de son équipe sur la pelouse du FC Saint-Gall (2-4).
Il joue vingt-huit matchs pour sa première année professionnelle et participe à toutes les compétitions du club suisse.

### Grenoble Foot 38
Le 17 juin 2019, est annoncé le transfert de Moussa Djitté au Grenoble Foot 38, pour un contrat de trois saisons. Il joue son premier match pour Grenoble le 26 juillet 2019, lors de la première journée de la saison 2019-2020 de Ligue 2, face à l'EA Guingamp. Il entre en jeu à la mi-temps alors que son équipe est menée de deux buts, et se met de suite en évidence en inscrivant ses deux premiers buts pour le club, permettant aux siens d'égaliser. Le score final du match est de 3-3. Il est titularisé dès la journée suivante, le 2 août contre l'AC Ajaccio, mais son équipe s'incline cette fois (1-0).
Titulaire indiscutable avec son club, il est l’artificier des grenoblois en Ligue 2 et progresse de manière fulgurante depuis son arrivée.

### Austin FC
Ses performances remarquées alors que Grenoble joue les premières places lui valent d'être transféré à l'Austin FC, franchise de Major League Soccer, le 30 juin 2021,. Des difficultés à obtenir un visa de travail suivies d'une quarantaine obligatoire à son arrivée aux États-Unis le contraignent à démarrer les entraînements avec sa nouvelle équipe seulement à la mi-août.
Pour la réception du FC Dallas le 29 août 2021 (défaite 3-5), Moussa Djitté fait finalement ses débuts avec l'équipe d'expansion texane en remplaçant Cecilio Domínguez à la 82e minute. Le 18 septembre suivant, après quatre entrées en cours de jeu lors des dernières semaines, Moussa Djitté est titularisé pour affronter les Earthquakes de San José (défaite 3-4) mais est contraint de céder sa place à la mi-temps après avoir ressenti des crampes qui dénotent de son manque de rythme malgré une prestation saluée.
En 2022, Djitté demeure un joueur de rotation, peinant à se faire une place dans une équipe d'Austin qui impressionne les observateurs et tutoie les sommets de la conférence Ouest. Après une seule titularisation en mars 2022, le jeune sénégalais inscrit un triplé dans une victoire 3-0 face au Real Salt Lake le 14 septembre 2022, alors qu'il est entré peu avant l'heure de jeu. Sa performance mène donc Austin à la victoire mais aussi à sa première qualification en séries. Il joue un rôle important dans ces séries puisqu'il ouvre le score face au FC Dallas (victoire 2-1) mais est frustré par le Los Angeles FC en finale de conférence (défaite 3-0).

#### Prêt à l'AC Ajaccio
Afin de gagner du temps de jeu, Moussa Djitté est prêté à l'AC Ajaccio, en Ligue 1, le 31 janvier 2023, dernier jour du marché hivernal des transferts en France,. Quelques jours plus tard, le 5 février, il joue ses premières minutes en remplaçant Youcef Belaïli pour le dernier quart d'heure dans une défaite 0-2 face au FC Nantes,. Cependant, en manque de rythme dès son arrivée, il ne joue que six rencontres, dont une seule comme titulaire, et ne peut contribuer au maintien de son équipe dans l'élite qui chute alors vers la Ligue 2.

#### Prêt à Bandırmaspor
À la suite d'un premier prêt peu fructueux et alors que la concurrence en attaque à l'Austin FC est rude, Moussa Djitté est prêté pour la saison 2023-2024 à Bandırmaspor (en), en deuxième division turque, le 3 juillet 2023.

### En équipe nationale
Moussa Djitté représente à plusieurs reprises l'équipe du Sénégal des moins de 20 ans, avec qui il inscrit deux buts.

## Statistiques
| Saison                | Club                  | Championnat           | Championnat | Championnat | Coupe(s) nationale(s) | Coupe(s) nationale(s) | Compétition(s) continentale(s) | Compétition(s) continentale(s) | Compétition(s) continentale(s) | Séries | Séries | Total | Total |
| Saison                | Club                  | Division              | M.          | B.          | M.                    | B.                    | Comp.                          | M.                             | B.                             | M.     | B.     | M.    | B.    |
| 2018-2019             | FC Sion               | Super League          | 23          | 3           | 3                     | 2                     | -                              | -                              | -                              | -      | -      | 26    | 5     |
| 2019-2020             | Grenoble Foot 38      | Ligue 2               | 25          | 7           | 3                     | 0                     | -                              | -                              | -                              | -      | -      | 28    | 7     |
| 2020-2021             | Grenoble Foot 38      | Ligue 2               | 35          | 8           | 4                     | 0                     | -                              | -                              | -                              | -      | -      | 39    | 8     |
| Sous-total            | Sous-total            | Sous-total            | 60          | 15          | 7                     | 0                     | -                              | -                              | -                              | -      | -      | 67    | 15    |
| 2021                  | Austin FC             | MLS                   | 13          | 1           | -                     | -                     | -                              | -                              | -                              | -      | -      | 13    | 1     |
| 2022                  | Austin FC             | MLS                   | 17          | 4           | 0                     | 0                     | -                              | -                              | -                              | 3      | 1      | 20    | 5     |
| 2023                  | Austin FC             | MLS                   | 0           | 0           | -                     | -                     | LCup                           | 0                              | 0                              | -      | -      | 0     | 0     |
| Sous-total            | Sous-total            | Sous-total            | 30          | 5           | 0                     | 0                     | -                              | -                              | -                              | 3      | 1      | 33    | 6     |
| 2022-2023             | AC Ajaccio (prêt)     | Ligue 1               | 6           | 0           | -                     | -                     | -                              | -                              | -                              | -      | -      | 6     | 0     |
| 2023-2024             | Bandırmaspor (prêt)   | 1. Lig                | 0           | 0           | 0                     | 0                     | -                              | -                              | -                              | -      | -      | 0     | 0     |
| Total sur la carrière | Total sur la carrière | Total sur la carrière | 119         | 23          | 10                    | 2                     | -                              | 0                              | 0                              | 3      | 1      | 132   | 26    |